# Blond Venus
Blond Venus (Blonde Venus) – amerykański film z 1932 roku, wyreżyserowany przez Josefa von Sternberga.

## O filmie
Tematem filmu jest poświęcenie i uczucie matki do dziecka. Josef von Sternberg zajął się reżyserią i produkcją obrazu. W rolach głównych pojawiły się gwiazdy Marlene Dietrich i Herbert Marshall, oraz dopiero zdobywający popularność Cary Grant. Dietrich wcieliła się w nietypową dla siebie w tamtym czasie rolę matki i kobiety zamężnej. Aktorka wykonała w filmie trzy piosenki: "Hot Voodoo" (w legendarnej dziś scenie, ubrana w kostium goryla), "You Little So-and-So" oraz "I Couldn't Be Annoyed" (nosząc kontrowersyjny wówczas strój: biały smoking z cylindrem, podobnie jak w filmie Maroko).
Film okazał się rozczarowaniem: otrzymał umiarkowane recenzje i nie spotkał się z sukcesem kasowym, pomimo dużej promocji.
Wizerunek, jaki Marlena zaprezentowała w trakcie wykonywania "Hot Voodoo", został wykorzystany przez Madonnę w 1993 roku podczas jej trasy Girlie Show.

## Fabuła
Bohaterami historii jest młode małżeństwo: chemik Edward (Herbert Marshall), jego żona, Niemka Helen (Marlene Dietrich), była piosenkarka kabaretowa, a także ich syn, Johnny (Dickie Moore). Mężczyzna ulega w pracy chorobie popromiennej. Leczenie ma odbyć się w Wiedniu, jednak parze nie wystarcza pieniędzy na wyjazd. Helen postanawia powrócić do porzuconego zawodu. Jej koncerty, w których występuje jako Helen Jones, cieszą się ogromną popularnością. Podczas gdy Edward przebywa w Wiedniu, Helen poznaje w swoim klubie Nicka (Cary Grant), z którym nawiązuje romans, a który udziela także wsparcia finansowego na kurację jej męża.
Po powrocie naukowiec odkrywa zdradę – rozstaje się z Helen, jednocześnie grożąc, że zabierze z sobą ich syna. Kobieta ucieka z dzieckiem do Nowego Orleanu, gdzie utrzymuje się z prostytucji. Odnajduje ją ostatecznie detektyw wynajęty przez Edwarda, a syn zostaje jej odebrany. Helen przenosi się do Paryża, gdzie jej występy odnoszą wielki sukces. Tam kobieta ponownie spotyka się z Nickiem. W Nowym Jorku Nick poznaje Edwarda i wyjaśnia mu przyczyny postępowania Helen.

## Obsada
- Marlene Dietrich jako Helen Faraday (Helen Jones)
- Herbert Marshall jako Edward Faraday
- Cary Grant jako Nick Townsend
- Dickie Moore jako Johnny Faraday
- Gene Morgan jako Ben Smith
- Rita La Roy jako Taxi Belle Hooper
- Robert Emmett O'Connor jako Dan O'Connor
- Sidney Toler jako detektyw Wilson
- Morgan Wallace jako doktor Pierce

## Oceny
| Źródło             | Ocena     |
| ------------------ | --------- |
| AllMovie           | [ 3 ]     |
| Eye for Film       | [ 4 ]     |
| VideoVista         | [ 5 ]     |
| The New York Times | negatywna |